# 布利什涅 (戈羅德尼亞區)
52°5′56″N 31°20′57″E / 52.09889°N 31.34917°E
布利什涅（烏克蘭語：Ближнє），是烏克蘭北部的村莊，隸屬切爾尼希夫州的切爾尼希夫區。該村始建於1924年，面積0.35平方公里，海拔高度151米，2006年人口30，人口密度每平方公里85.71人。